# 最小抑菌浓度
最小抑菌浓度（MIC）是指经过一夜的培养后，能使细菌的发育受到阻滞并被观察到的抗细菌药的最小浓度。MIC在诊断实验室里是抗细菌药对细菌的抵抗力的一个重要的指标，同时，MIC对验证新的抗细菌药的效果也是十分重要的依据。越低的MIC说明对细菌的作用越好。MIC被普遍认为是一个对抗菌剂的效用的最基本的实验室测量指标。

## 释义
MIC是抗菌药、抗病毒药物的药效的指标。因此，在临床上经常被使用到。MIC在测量对细菌的抗菌效用的时候，通常要培养超过18个小时。此后，在培养液中通过肉眼观察以确认是否起效，如果溶液仍然浑浊则未达到MIC标准，若看不到浑浊则为最小抗菌药浓度MIC。此时微生物的发育已被阻止。因为只有达到最小抑菌浓度，才能达到使细菌总数开始下降。但是，活着的细菌数目少的情况下培养液中是看不出混浊的，因此即使没有微生物因此药而死亡，溶液却不变浑浊。所以临床中同样运用PK/PD参数（%T>MIC,Cmax/MIC,AUC/MIC）。

## 测定
通常有以下方法来确定的MIC：CLSI、BSAC （页面存档备份，存于）以及EUCAST （页面存档备份，存于）。

## 临床意义
在临床上，最低抑菌浓度不仅用来确定对病人有效的抗生素的量，同样也用来确定抗生素的种类，从而降低病人抗生素耐药性发生的风险。
应用MIC测定同种细菌菌株抑制50%（MIC50）及90%（MIC90）的药物浓度，是另一种估计细菌种群对抗生素的敏感性的方法。目前，在网上也有一些可以自由访问的MIC数据库。